# Communauté de communes de la Vallée de la Vézère
La communauté de communes de la Vallée de la Vézère est une ancienne communauté de communes française située dans le département de la Dordogne, en région Aquitaine.
Elle faisait partie du Pays du Périgord noir. Son nom provenait de la Vézère, rivière qui la traversait.

## Histoire
La communauté de communes de la Vallée de la Vézère a été créée le 26 décembre 2001 pour une prise d'effet au 1er janvier 2002.
Au 1er janvier 2014, elle fusionne avec la communauté de communes Terre de Cro-Magnon. La nouvelle intercommunalité regroupe 26 communes et prend le nom de communauté de communes de la Vallée de l'Homme.

## Composition
De 2002 à 2013, la communauté de communes de la Vallée de la Vézère regroupait douze des quatorze communes du canton de Montignac (dont étaient absentes Auriac-du-Périgord et Rouffignac-Saint-Cernin-de-Reilhac) :
1. Aubas
2. La Chapelle-Aubareil
3. Fanlac
4. Les Farges
5. Montignac
6. Peyzac-le-Moustier
7. Plazac
8. Saint-Amand-de-Coly
9. Saint-Léon-sur-Vézère
10. Sergeac
11. Thonac
12. Valojoulx

## Administration
| Période      | Période       | Identité                   | Étiquette | Qualité                                  |
| ------------ | ------------- | -------------------------- | --------- | ---------------------------------------- |
| janvier 2002 | décembre 2013 | Nathalie Manet-Carbonnière | PS        | Maire de Valojoulx Conseillère régionale |

## Compétences
- Activités culturelles ou socioculturelles
- Activités péri-scolaires
- Activités sportives
- Assainissement collectif
- Délivrance des autorisations d'occupation du sol
- Développement économique
- Environnement
- Préfiguration et fonctionnement des Pays
- Tourisme
- Voirie
- Zones d'activités industrielle, commerciale, tertiaire, artisanale ou touristique
- Zones d'aménagement concerté (ZAC)

### Sources
- Le SPLAF (Site sur la Population et les Limites Administratives de la France)
- La base ASPIC de la Dordogne - (Accès des Services Publics aux Informations sur les Collectivités)